# Distrito de Kyegegwa
El distrito de Kyegegwa es uno de los ciento once distritos administrativos que dan origen a la actual organización territorial de la República de Uganda. Su ciudad capital es la ciudad de Kyegegwa.

## Localización
Este distrito está bordeado por el distrito de Kibaale al norte, por el distrito de Mubende  al este, con el distrito de Kiruhura limita por el sur, comparte fronteras con el distrito de  Kamwenge al sudoeste y con el distrito de Kyenjojo hacia el noroeste.

## Población
El distrito de Kyegegwa cuenta con una población total de 25.111 habitantes según las cifras suministradas por el censo poblacional llevado a cabo durante el año 2002 en Uganda.